# Begonia awongii
Espèce
Begonia awongii est une espèce de plantes de la famille des Begoniaceae. Elle a été décrite en 1996 par Martin Jonathan Southgate Sands (1938-).

## Répartition géographique
Cette espèce est originaire du Brunei.